# Euangerona valdiviae
Euangerona valdiviae är en fjärilsart som beskrevs av Butler 1882. Euangerona valdiviae ingår i släktet Euangerona och familjen mätare. Inga underarter finns listade i Catalogue of Life.